# Hopea obscurinerva
Hopea obscurinerva är en tvåhjärtbladig växtart som beskrevs av Peter Shaw Ashton. Hopea obscurinerva ingår i släktet Hopea och familjen Dipterocarpaceae. Inga underarter finns listade i Catalogue of Life.